# Hans Christoph Buch
Hans Christoph Buch (Wetzlar, 13 aprile 1944) è uno scrittore, traduttore e giornalista tedesco.

## Biografia
Cresciuto tra Wiesbaden, Bonn e Marsiglia, ha studiato   germanistica e slavistica alle università di Bonn e di Berlino.
Ha esordito con alcuni saggi di natura politica. Ha trovato il successo critico e di pubblico con una serie di romanzi storici ambientati ad Haiti, da lui visitata per la prima volta nel 1968. Il suo stile narrativo mescola in un collage postmoderno reportage giornalistico e finzione, puntuali riferimenti storico-geografici e tocchi surreali.